# Bas Markies
Bas Markies (né le 24 juillet 1984 à Apeldoorn) est un athlète néerlandais, spécialiste du décathlon.
De 2013 à 2016, il est à quatre reprises champion des Pays-Bas du décathlon.
Le 18 juin 2016, il porte son record à 7 794 points à Amsterdam (Olympisch Stadion).